# Айшат Кадирова
Айшат Рамзанівна Кадирова (нар. 31 грудня 1998, Центарой, Шалинский район) — чеченська державна діячка, міністерка культури Чеченської Республіки. Дочка Рамзана Кадирова.

## Біографія
Народилася 31 грудня 1998 року в селі Центарой Шалінського району Чеченської Республіки. Закінчила економічний факультет Чеченського державного університету (ЧДУ). Одружена.
До шостого класу, як і всі діти, Айшат ходила в звичайну школу. Потім на два роки перейшла на домашнє навчання. Вчила Коран по 9 годин на день, в результаті стала хафізом, вивчивши напам'ять священну книгу мусульман. Також вона вивчала арабську мову.
У жовтні 2021 року Кадирова була призначена міністеркою культури Чеченської Республіки за рекомендацією глави уряду Чеченської Республіки Мусліма Хучієва, раніше вона обіймала посаду заступниці міністра в тій же галузі (1 вересня 2020 року).

## Особисте життя
На початку 2017 року, у 18 років, Айшат стала дружиною. Її чоловіком є син загиблого друга та бойового соратника її батька Рамзана Кадирова. Вони познайомилися за два тижні до весілля. Живе з чоловіком в Грозному, неподалік від резиденції глави Чечні Рамзана Кадирова. Айшат любить подорожувати різними країнами. Її улюблені міста — Мекка, Медина та Париж. Любить слухати музику, віддає перевагу зарубіжній та національній музиці. Також вона любить займатися спортом, зокрема бігом і плаванням.

## Санкції
Айшат Кадирова, як міністерка культури уряду Чеченської Республіки та власниця ТОВ «Firdaws» є підсанкційною особою в багатьох країнах.
15 вересня 2022 року Айшат Кадирова внесена до санкційних списків США через вторгнення Росії в Україну, також під санкції потрапив торговий дім Firdaws.
16 грудня 2022 року, на тлі вторгнення Росії в Україну, її внесли до санкційного списку Євросоюзу.
21 грудня 2022 року додана до санкційного списку Швейцарії.
7 жовтня 2022 року додана до санкційного списку Японії.

## Сім'я
- Батько — Кадиров Рамзан Ахматович — глава Чеченської Республіки[17].
- Мати — Кадирова Мідні Мусаївна[18][19].
- Чоловік - Вісхан Зелімхайович Мацуєв - співробітник органів внутрішніх справ, лейтенант поліції.
- Син - Юсуф.

## Нагороди

### Чечні
- Медаль «За заслуги перед Чеченською республікою» за внесок у розвиток культури та мистецтва Чеченської Республіки[20].
- Медаль «За захист прав людини» - за великий внесок у захист конституційних прав та інтересів громадян, розвиток соціального і культурного життя республіки, збереження та популяризацію культурно-історичної спадщини чеченського народу, високий професіоналізм, а також заслуги у зміцненні взаємодії між громадянським суспільством і суспільством. [21]
- Почесний знак "За трудову відзнаку" (2021)
- Заслужений працівник культури Чеченської Республіки (28 грудня 2021)
- Орден Кадирова (22 червня 2022)
- Медаль "100 років утворення Чеченської Республіки" (2022) - за значний внесок у розвиток Чеченської Республіки, бездоганну сумлінну роботу, високий професіоналізм, проявлений під час виконання посадових обов'язків, і у зв'язку зі 100-річчям утворення Чеченської Республіки